# Take2
Take2（テイクツー）は、日本のお笑いコンビである。所属事務所は佐藤企画。

## メンバー
- 深沢 邦之（ふかさわ くにゆき、1966年9月15日 - ）- ツッコミ担当。東京都練馬区出身。血液型はA型。元妻は女優の田中美佐子で一女を儲ける。
- 東 貴博（あずま たかひろ、本名：飛田 貴博（ひだ たかひろ）、1969年12月31日 - ） - ボケ担当。東京都台東区浅草出身。血液型はO型。父はコメディアンの東八郎。妻はタレントの安めぐみで二女を儲ける。

## 来歴
萩本欽一主宰のコメディアン養成塾「欽塾」を経て「欽ちゃん劇団」に移り、下積み中の1994年1月にコンビを組む。
深沢は女優の田中美佐子と1995年に結婚し（2023年離婚）、かつ東はコメディアンの東八郎の次男であることから「魅惑のサラブレッド」とも称される。
コンビ名は「Takahiro And Kuniyuki Entertainers 2（2は二人組の意）」とされているが、コンビ名を決める際に撮影2回目で「Take2」と記された台本があったことからとも言われる。また売れている芸能人の「た」行（とんねるず、ダウンタウン、ビートたけしなど）と数字（萩本欽一、坂上二郎、三木のり平など）を考慮したとも言われる。コンビ名のほかの候補として「二世と生地屋」「黒ひょうととびうお」なども存在した。
役者としての活動も多く、二人ともサスペンスドラマで犯人役と被害者役の両方を経験している。
2002年から2004年の間、Take2の公式サイトを開設したが殆ど更新されず、現在は東と深沢がそれぞれ公式サイトを設ける。
芸人仲間らから「滑って舞台降りたら殴り合いだろ?」と突っ込まれるなどコンビ仲の悪さをネタにされ、田中裕二（爆笑問題）は『タモリのボキャブラ天国 大復活祭スペシャル』（2008年9月28日放送）で「コンビで出るの?!」と2人の共演を驚き、長年コンビを組んでいるとは思えないほど互いにやり辛そうにしているところでは「よそよそしいんだよ！」とツッコミを入れていた。番組内限定で再結成した元コンビも存在したが、Take2は「解散してもいないのにコンビ復活」と言われたほどであった。また太田光（爆笑問題）は収録当日の9月16日深夜に生放送された『爆笑問題カーボーイ』で「冷や冷やした、2人並んで大丈夫なのか」と語り、また同じ時間帯に東主催で行われた打ち上げに深沢は出席しなかったと明かした。
現在は個々に活動しており、コンビのレギュラー出演はない。2012年9月29日の『オールスター感謝祭』で久々に2人並びの回答者席で共演した。2013年2月にツーショットの宣材写真を撮り直した。2014年から深沢と東が出演する熱海五郎一座の記者会見で不仲をネタにしている一方で、深沢出演回と東出演回の前説台本はともに東が書いている。
2023年11月11日には、東は「深沢とは年1回しか会わない」「現在コントをしないのは、恥ずかしいと深沢に拒否されているから」「ユニットとして結成したつもりでおり、コンビを組んだ認識がないので、解散もない」「ケンカはしたことがない」と語っている。

## 出演番組

### 過去

#### テレビ番組
- よ!大将みっけ (CX)
- ニョッキン7 (OHK) 不定期出演
- Take2のTOPCAT (OX)
- GAHAHA王国 (EX)
- 倶楽部★T (NTV)
- Gパラダイス・爆裂!遊戯団 (TX)
- はなまるマーケット (TBS)
- 王様のお夜食 (TBS)
- アッコにおまかせ! (TBS)
- タモリのボキャブラ天国 (CX) ※キャッチコピーはさわやか大魔神→奇跡のシンデレラボーイズ→さわやか大魔神2→魅惑のサラブレッド
- 前略ヒロミ様 (CX)
- 晴れたらイイねッ!Let'sコミミ隊 (CX)
- 森田一義アワー 笑っていいとも! (CX)
- ライオンのごきげんよう (CX)
- お笑い向上委員会 笑わせろ! (EX)
- クイズで公認!恋のおやジルシ→恋のおやジルシ2 (THK)
- 所的蛇足講座 (FBS)
- 難問解決!ご近所の底力 (NHK)
- 健康DNA!! (BS-i)
- きよしとこの夜 (NHK) ※交互に出演
- ものまねバトル大賞 (NTV) ※年4回出演
- ものまねグランプリ (NTV)  - 第2回（2009年9月）
- ぐるぐるナインティナイン (NTV)
- 踊る!さんま御殿!! (NTV)
- ダウンタウンDX (YTV)
- おもいッきりPON! (NTV)  - 「ハラハラトーク スタア秘宝館」ゲスト（2009年11月26日）
- めっけMON! (TBS)  - 総合司会の徳光和夫が入院で番組を休養時、東が総合司会を代行した。

#### テレビドラマ
- 3番テーブルの客 第16話 (CX)
- 三姉妹探偵団 (NTV)
- 火曜サスペンス劇場 ふたり (NTV)
- 水曜ミステリー9 作家・如月祥子の事件ルポ (TX)

#### ラジオ番組
- Take2のバトルナイト、木曜UP'S Take2のバットルナイト（TBSラジオ）
- ライオン レ・レ・レのレ（文化放送）
- 建みさと TAKE2・GAGDAS（文化放送）
- フライデーズキングTake2 (TOKYO FM)

単独の出演は深沢、東それぞれの項目を参照。

## 本・ビデオ
- Take2の　スウィッチョン!（メディアファクトリー／エッセイ本）
- Take2LIVE!!! フッてボケてツッコんで…（マーキュリー）
- Take2LIVE ～えっ!?予定外!!～（マーキュリー）

## 「ものまねバトル」で披露したものまね
かぶりものや特殊メイクを用いるものまねが多かった。
- 和泉元彌、和泉節子
- 叶姉妹
- ネバーエンディング・ストーリー
- 女子十二楽坊
- 湯婆婆（千と千尋の神隠し）
- 扇千景（当時：国土交通大臣）、田中康夫（当時：長野県知事）
- ど根性ガエル
- 野口英世、樋口一葉（新札ものまね）
- 踊る大捜査線の青島刑事福沢諭吉（防犯ものまね）
- モリゾーとキッコロ（万博ものまね）
- 野口聡一とコリンズ船長（スペースシャトルものまね）
- モナリザとダヴィンチ
- キグルミ
- 織田信長と織田信成（家系ものまね）
- 沢田研二（東貴博のみ）